# Tricolor București
Il Tricolor București è stata una squadra di calcio rumena fondata nel 1914 e attiva fino al 1926, anno in cui si fuse con l'Unirea Bucarest per formare l'Unirea Tricolor Bucarest a sua volta attiva fino al 1958.

## Storia

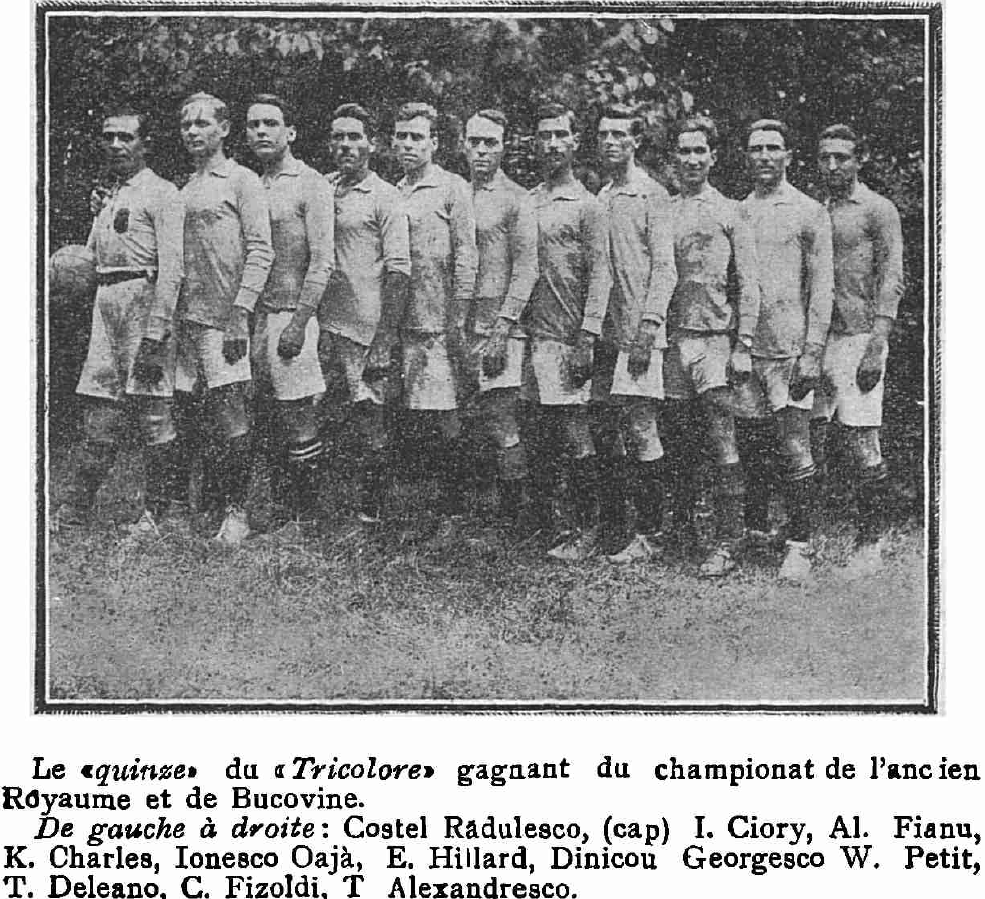
Tricolor Bucarest nel 1922

Il Tricolor București è stato fondato con il nome Teius nel 1914 nel quartiere di Obor da un gruppo di studenti di un liceo. Ha partecipato al campionato negli anni successivi alla prima guerra mondiale ottenendo un secondo posto nell'anno di esordio (Divizia A 1919-1920) mentre il successo giunse nel campionato 1920-21.
Con la riforma del 1921 il club venne inserito nel girone della capitale. Grazie alla vittoria fu ammesso alle finali nazionali dove perse in semifinale 3-0 a tavolino per non essersi presentato all'incontro con il Victoria Cluj. Nelle stagioni successive fu il Venus in tre occasioni e la Juventus Bucarest in una a passare al girone nazionale.
Nel 1923 fu il primo club a vincere una partita contro una squadra jugoslavia (2-1 con il Beogradski Belgrad)
Il club si fuse nel 1926 con l'Unirea per formare l'Unirea Tricolor Bucarest.
Tra i giocatori più rappresentativi del club è da ricordare Constantin Rădulescu, futuro allenatore della nazionale.

## Palmares

### Competizioni nazionali
- Campionato rumeno: 1

1920-1921
In seguito l'Unirea Tricolor Bucarest vinse un altro campionato, quello del 1940-1941.

### Altri piazzamenti
- Campionato rumeno:

Secondo posto: 1919-1920, 1933-1934 (gruppo 2), 1943-1944
Terzo posto: 1932-1933 (gruppo 2), 1942-1943
Semifinalista: 1921-1922, 1926-1927
- Coppa di Romania:

Finalista: 1935-1936, 1940-1941